# 나카이 다케노신

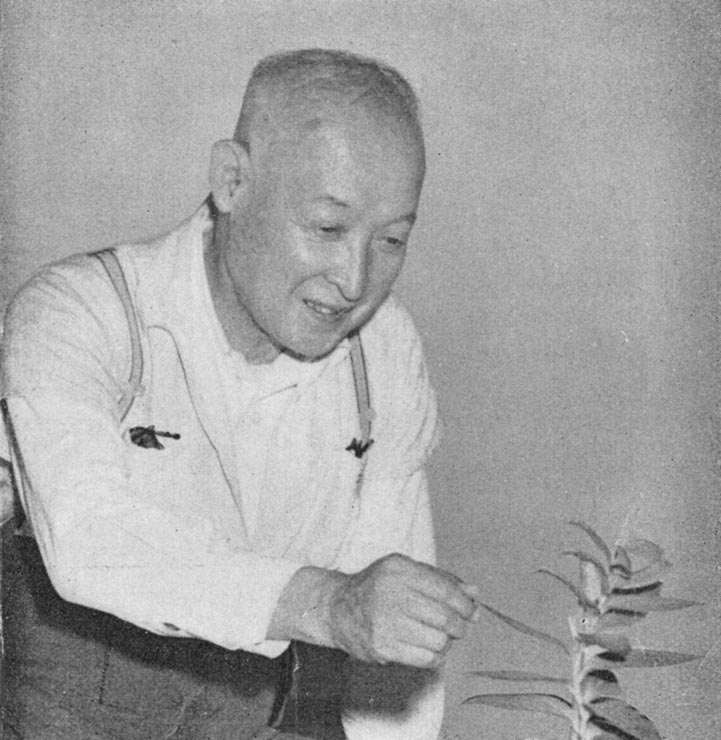
나카이 다케노신

나카이 다케노신(일본어: 中井猛之進, 1882년 11월 9일~1952년)은 일본의 식물분류학자이다.
도쿄 대학 교수·고이시카와(小石川)식물원장·일본국립과학박물관장을 지냈다. 소설가 나카이 히데오의 아버지이다.
일제강점기에 조선총독부에서 일하면서 한국의 식물을 정리하고 소개하였다. 그래서 한국 자생 식물의 어지간히 많은 수는 학명에 그의 성인 Nakai가 명명자로 등재되어 있다. 자신의 성 외에도 일본에서 유명한 인물들 이름을 한국 자생 식물의 학명에 넣었다. 1927년에 《조선삼림식물편》 총 7권을 간행하였으며, 그 공로로 일본학사원 계공작 기념상을 받았다.